# Ios (eiland)
Ios (Grieks: Ίος, lokaal Νιός, Nios) is een Grieks eiland behorend tot de Cycladen. Het eiland had in 2011 2024 inwoners. Ios meet zo'n 7 bij 17 km en heeft een oppervlakte van 105 km².
In het westen bevindt zich de hoofdplaats, genaamd Chora, en de haven. Vanaf de haven loopt een steil pad omhoog naar Chora dat tegen een heuvel opgebouwd is. Chora bestaat uit witte huizen met platte daken met daartussen steegjes en trappen. Verder kent het eiland een paar zeer kleine dorpen. Ios is alleen per boot bereikbaar.
In de zomermaanden is het eiland een geliefde vakantiebestemming met een berucht uitgaansleven.
Ios diende als decor voor de films Le grand bleu uit 1988 en Dillo con parole mie uit 2002.

## Geschiedenis
Ios was reeds in het 3e millennium v.Chr. bewoond. Rond 1000 v.Chr. was er een Griekse nederzetting die zelfs haar eigen munten sloeg. Deze praktijk werd nog tijdens de Romeinse tijd voortgezet.
In de jaren zeventig werd het eiland een toeristische bestemming. Ios was destijds met name populair onder hippies die maar al te vaak na het stappen op het strand bleven slapen.

## Bezienswaardigheden
- Skarkos is een archeologische vindplaats uit de bronstijd. Deze nederzetting is destijds op een heuvel gebouwd, iets ten noorden van de haven.
- Het graf van Homerus. Het is zeer de vraag of Homerus hier echt begraven is.
- Op de top van de heuvel van Chora is de ruïne van een Venetiaanse burcht uit de vijftiende eeuw te vinden.
- Ios zou 365 kerken en kapellen hebben, een voor elke dag van het jaar.
- Net buiten Chora is een openluchttheater aangelegd.